# Swedish Grace – Konst och design i 1920-talets Sverige
Swedish Grace – Konst och design i 1920-talets Sverige är en utställning som visas på Nationalmuseum, Stockholm mellan 24 februari och 28 augusti 2022. Med utställningen vill Nationalmuseum diskutera de ideologiska motsättningar som präglade 1920-talets visuella kultur. Perioden omfattar 1918, då första världskriget var slut, fram till 1932, då finansmannen och tändstickskungen Ivar Kreuger hittades död på sitt hotellrum i Paris, vilket blev starten på en ekonomisk kris i Sverige.
Den här artikeln presenterar bakgrunden till Nationalmuseums utställning samt de olika teman som utställningen visar. Nationalmuseums samlingar har påverkats av den debatt mellan traditionalister och modernister som fördes under 1920-talet. Eftersom modernisterna vann påverkade deras syn Nationalmuseums samlingar och flera centrala verk från Swedish Grace-perioden förvärvades inte. Under de senaste decennierna har Nationalmuseum aktivt förvärvat flera av dessa föremål, vilka utgjorde grunden till utställningen Swedish Grace - Konst och design i 1920-talets Sverige 2022.

## Traditionalister och modernister
Efter första världskriget 1914–1918 och pandemin Spanska sjukan 1918–1920 tog samhällsutvecklingen i Sverige ny fart. Industrialismen utvecklades och städerna växte. Trångboddheten var stor och samhället behövde förändras och detta skulle visualiseras. En debatt om hur det nya samhället skulle gestaltas bröt ut. På ena sidan fanns traditionalisterna, alltså de som skapade stilen Swedish Grace. (Begreppet Swedish Grace myntades av den engelske arkitekturkritikern Philip Morton Shand först 1930.) Traditionalisterna, med Carl Malmsten i spetsen, ville skapa ett modernt formspråkt med inspiration från historien. De värnade om hantverkskvalitet, eleganta former och exklusiva material. På den andra sidan stod modernisterna, även kallade funktionalister. De bejakade industritekniken och argumenterade för rationell massproduktion i moderna material som stålrör. 
Motsättningen mellan traditionalister och modernister fanns även inom bildkonsten. Under 1920-talet värnade en rad konstnärer som Hilding Linnqvist och Sven Erixson om traditionen i naivistiskt återblickande bilder av landskap och människor, där tiden stått still. Samtidigt bröt konstnärer som GAN och Halmstadgruppen ny mark i modernistiska målningar med geometriska former och plana färgytor.

## Historieskrivningen
I och med Stockholmsutställningen 1930 blev det uppenbart att modernisterna hade vunnit debatten om det moderna samhällets gestaltning. Det blev också modernisterna, bland andra konsthistorikern Gregor Paulsson, som skrev 1900-talets svenska designhistoria och i den berättelsen förminskades eller negligerades ofta 1920-talets Swedish Grace. 1968 hävdade t.ex. Paulsson att 1920-talet hade varit "en stilepok utan morgondag".
Modernisternas bild av svensk design har även präglat Nationalmuseums samlingar. Under 2000-talet har Nationalmuseum arbetat aktivt med att förvärva centrala föremål från 1920-talet som hittills saknats, till exempel en möbel av Carl Hörvik som visades i mottagningsrummet i den svenska paviljongen på Parisutställningen 1925, ett exklusivt barskåp av Sigurd Lewerentz från 1929 och ett par imposanta ljusstakar i tenn, i formen av kinesiska tempellejon, av Anna Petrus. Härutöver har museet förvärvat en rad föremål av andra konstnärer och designer som Gunnar Asplund, Folke Bensow, Astri Bergman Taube, Carl-Einar Borgström, Gabriel Burmeister, Estrid Ericson, Nils Fougstedt, Ragnhild Godenius, Axel Einar Hjorth, Helena Nyblom, Sylvia Stave, Harald Wadsjö med flera. Det är dessa förvärv som "utgör grunden i utställningen", enligt curator Cilla Robach.

## Tematik
I utställningen diskuterades olika apekter av 1920-talets visuella kultur, bland annat utifrån följande teman.

### Göteborg 1923
Jubileumsutställningen i Göteborg 1923 blev ett genombrott för Swedish Grace. Med anledning av Göteborgs 300-årsjubileum ordnades en stor utställning med en rad olika teman som presenterades i tillfälliga paviljonger. Här fanns t.ex. utställningar om lantbruk, sjöfart, luftfart och Göteborgs historia. Till utställningen invigdes både Göteborgs konstmuseum och nöjesparken Liseberg. 
En av de tillfälliga paviljongerna presenterade "konstindustri", d.v.s. konsthantverk och design. Paviljongen hade ritats av Hakon Ahlberg. Här visades möbler av Carl Malmsten, graverade glas av Simon Gate och Edward Hald för Orrefors Glasbruk, keramik av Wilhelm Kåge för Gustavsbergs porslinsfabrik och av Edward Hald för Rörstrands porslinsfabrik, tenn, silver, bokkonst och textil, bl.a. mattan "Silverrya" av Märta Måås Fjetterström. Bland märkesföremålen fanns även Bergslagsurnan av Eric Grate och en takmosaik av Einar Forseth avbildande den antika solguden Helios som på morgonen rider i sin vagn och motar bort natthimlens stjärnor för att tända solen med sin fackla.
Utställningens kommissarie var Gregor Paulsson, verksam vid Svenska Slöjdföreningen. Han hade velat visa mer enkla bruksvaror, så kallade vackrare vardagsvara än exklusiva lyxföremål. Men utställningskommittén i Göteborg upplyste honom om att de inte "ville ha något socialt skit" utan att de ville presentera "ett litet antal varor av högsta kvalitet".

### Paris
Den internationella Parisutställningen 1925 var en tävling i arkitektur och design. Liksom på Olympiska spel delades medaljer ut. Sverige erhöll 31 grand prix, 44 guldmedaljer, 38 silvermedaljer, 14 bronsmedaljer, 29 hedersdiplom samt 12 hedersomnämnanden. Endast värdlandet Frankrike fick fler utmärkelser. 
Sverige deltog med utställningar på tre platser: den specialbyggda svenska paviljongen, ritad av Carl Bergsten, en utställning med glas, keramik, metall, bokkonst och textil i Grand Palais samt en utställning med möbler och inredningar i Galerie des Invalides. Framförallt uppmärksammades Orrefors glasbruks klara glas med graverad dekor i design av Edward Hald och Simon Gate. Huvudpjäsen var Vase de Paris, den så kallade Parispokalen, från 1922. Nationalmuseum har lånat in denna från Paris stad för att visa den för publiken.

### I see Wonderful Things
Swedish Grace konstnärer och designer hämtade inspiration från det förhistoriska Egypten. Enligt traditionen ska den brittiska arkeologen Howard Carter ha sagt "I see Wonderful Things" när han för första gången blickade in i den orörda grav som tillhörde Tutankhamon i Egypten 1922. Året därpå visades bysten av Nefertiti för första gången i Berlin och köerna var långa. En "egyptomani" utbröt i Europa med referenser till den egyptiska kulturen i design, mode, dans och musik.
På Nationalmuseums utställning 2022 visas en kopia av Nefertitis byst. Denna är en souvernir som en svensk samlare köpte under en resa till Egypten på 1920-talet.

## Arbetsgrupp
En rad experter ingick i Nationalmuseums arbetsgrupp för Swedish Grace – Konst och design i 1920-talets Sverige. I utställningsgruppen, ledd av urator Cilla Robach, ingick Per Hedström, Linda Hinners, Eva-Lena Karlsson, Micael Ernstell och Alexander Kateb, utställningsdesignen gjordes av Joakim Ericson Werning och den grafiska designen av Simon Hessler, samtliga anställda vid Nationalmuseum.
Nationalmuseum publicerade en katalog med samma titel som utställningen. Redaktör var Cilla RObach och övriga skribenter var Eva Eriksson, Bo Florin, Per Hedström, Eva-Lena Karlsson, Kalle Lind, Anna Tellgren och Cecilia Widenheim. Katalogens grafiska designen gjordes av Annika Lyth.